# ATP Challenger Troisdorf
Das ATP Challenger Troisdorf (offizieller Name: Saturn Oil Open) war ein 2022 und 2023 stattfindendes Tennisturnier in Troisdorf, Deutschland. Es war Teil der ATP Challenger Tour und wurde im Freien auf Sand ausgetragen.
Vorläufer des Turniers war ein DTB-Ranglistenturnier im Jahr 2018 und die TVM Open, ein Turnier der ITF Future Tour 2019 und 2021 bzw. der DTB German Pro Series 2020.

## Liste der Sieger

### Einzel
| Jahr | Sieger      | Finalgegner              | Ergebnis      |
| ---- | ----------- | ------------------------ | ------------- |
| 2023 | Iwan Gachow | Frederico Ferreira Silva | 6:2, 5:7, 6:3 |
| 2022 | Lukáš Klein | Zizou Bergs              | 6:2, 6:4      |

### Doppel
| Jahr | Sieger                             | Finalgegner                      | Ergebnis  |
| ---- | ---------------------------------- | -------------------------------- | --------- |
| 2023 | Íñigo Cervantes Oriol Roca Batalla | Manuel Guinard Grégoire Jacq     | 6:2, 7:61 |
| 2022 | Dustin Brown Evan King             | Hendrik Jebens Piotr Matuszewski | 6:4, 7:5  |